# سرداغ سرغريج (مقاطعة فارياب)
سرداغ سرغريج (بالإنجليزية: Mowtowr-e Hay-e Sardag Sargrij)‏ هي مستوطنة تقع في كرمان في إيران. يقدر عدد سكانها بـ 252 نسمة .